# مارک کوورمانس
 مارک کوورمانس (انگلیسی: Mark Koevermans؛ زاده ۳ فوریهٔ ۱۹۶۸) یک تنیس‌باز اهل هلند است.